# T. J. Kemp
Thomas James „T. J.“ Kemp (* 3. Juli 1981 in Pickering, Ontario) ist ein ehemaliger kanadischer Eishockeyspieler, der im Verlauf seiner aktiven Karriere zwischen 2001 und 2014 unter anderem 167 Spiele für die Augsburger Panther und Nürnberg Ice Tigers in der Deutschen Eishockey Liga (DEL) auf der Position des Verteidigers bestritten hat. Darüber hinaus absolvierte Kemp annähernd 240 weitere Partien in der American Hockey League (AHL).

## Karriere
Kemp begann seine Karriere als Eishockeyspieler in der Mannschaft des Mercyhurst College, für die er von 2001 bis 2005 aktiv war, ehe er gegen Ende der Saison 2004/05 für die Missouri River Otters aus der United Hockey League (UHL) sein Debüt im professionellen Eishockey gab. In der Saison 2005/06 stand der Verteidiger bei den Reading Royals aus der ECHL unter Vertrag, absolvierte jedoch auf Leihbasis auch Spiele für die Peoria Rivermen, Iowa Stars, Milwaukee Admirals und Bridgeport Sound Tigers in der American Hockey League (AHL). Dennoch gelang es ihm, am Saisonende ins ECHL All-Rookie Team berufen zu werden.
Im Anschluss an diese Spielzeit spielte der Linksschütze ausschließlich in der AHL, in der er für je eine Saison für die Manchester Monarchs und Springfield Falcons sowie in der Saison 2008/09 nacheinander für die Wilkes-Barre/Scranton Penguins und Hamilton Bulldogs auf dem Eis stand. Im Sommer 2009 wurde der Kanadier schließlich von den Augsburger Panthern aus der Deutschen Eishockey Liga(DEL) verpflichtet. Mit dem Team wurde er am Saisonende überraschend Vizemeister. Trotz der erfolgreichen Spielzeit in Augsburg wechselte Kemp im Sommer 2010 innerhalb der DEL zu den Nürnberg Ice Tigers. Es folgte nach zwei Spielzeiten in Nürnberg der Wechsel in die italienische Serie A1, wo er bei Ritten Sport unterschrieb. Nach nur einer Spielzeit kam Kemp in das japanische Team der Ōji Eagles.
Nach der Spielzeit 2013/14 ging der 33-Jährige nach Kanada zurück, beendete seine Profikarriere und trat nur noch im kanadischen Amateureishockey in Erscheinung.

## Erfolge und Auszeichnungen
- 2006 Teilnahme am ECHL All-Star Game
- 2006 ECHL All-Rookie Team
- 2007 Teilnahme am AHL All-Star Classic
- 2010 Deutscher Vizemeister mit den Augsburger Panthern

## Karrierestatistik
(Legende zur Spielerstatistik: Sp oder GP = absolvierte Spiele; T oder G = erzielte Tore; V oder A = erzielte Assists; Pkt oder Pts = erzielte Scorerpunkte; SM oder PIM = erhaltene Strafminuten; +/− = Plus/Minus-Bilanz; PP = erzielte Überzahltore; SH = erzielte Unterzahltore; GW = erzielte Siegtore; 1 Play-downs/Relegation; Kursiv: Statistik nicht vollständig)